# Корнев, Иван Петрович
Иван Петрович Корнев (9 ноября 1928 — 14 декабря 1969) — передовик советского сельского хозяйства, управляющий отделением конезавода № 23 Починковского района Горьковской области, Герой Социалистического Труда (1966).

## Биография
Родился в 1928 году в селе Шишадеево Починковского района Горьковской области в крестьянской русской семье.
Завершил обучение в школе и Починковском СПТУ. В 1944 году стал трудиться трактористом в отделении "Осинки" Починковского конного завода №23. С 1948 по 1951 годы проходил службу в Красной Армии. Демобилизовавшись, вернулся в родное отделение и на протяжении тринадцати лет возглавлял тракторную бригаду. Постоянно участвовал в выставках достижения народного хозяйства, отмечался грамотами на районном и областном уровнях. С 1965 года работал управляющим отделением "Осинки".  
Указом Президиума Верховного Совета СССР от 23 июня 1966 года за достижение высоких показателей в производстве сельскохозяйственной продукции Ивану Петровичу Корневу присвоено звание Героя Социалистического Труда с вручением ордена Ленина и медали «Серп и Молот».
Неоднократно являлся депутатом Починковского районного Совета, являлся членом бюро райкома партии.  
Погиб в автомобильной катастрофе 14 декабря 1969 года. Похоронен на кладбище в районном центре Починки. 

## Награды
За трудовые успехи удостоен:
- золотая звезда «Серп и Молот» (23.06.1966)
- орден Ленина (23.06.1966)
- Орден Знак Почёта 2 степени (12.03.1958)
- другие медали.